# Konvencija o određenom konvencionalnom oružju
Konvencija o određenom konvencionalnom oružju Ujedinjenih nacija (Convention on Certain Conventional Weapons, CCW ili CCWC), koja je zaključena u Ženevi 10. oktobra 1980. godine, i stupila je na snagu decembra 1983. godine, nastoji da zabrani ili ograniči upotrebu određenog konvencionalnog oružja koje se smatra prekomerno štetnim ili čiji su efekti su neselektivni. Pun naziv je Konvencija o zabrani ili ograničenju upotrebe određenog konvencionalnog oružja za koje se može smatrati da je prekomerno štetno ili da ima neselektivno dejstvo. Konvencija pokriva nagazne mine, minske zamke, zapaljive uređaje, zaslepljujuće lasersko oružje i uklanjanje eksplozivnih ostataka rata.

## Ciljevi
Cilj Konvencije i njenih protokola je da obezbede nova pravila za zaštitu civila od povreda oružjem koje se koristi u oružanim sukobima, kao i da zaštite borce od nepotrebnih patnji. Konvencija pokriva fragmente koji se ne mogu otkriti u ljudskom telu rendgenskim zracima, nagazne mine i minske zamke, kao i zapaljivo oružje, zaslepljujuće lasersko oružje i uklanjanje eksplozivnih ostataka rata. Strane u konvenciji moraju preduzeti zakonodavne i druge radnje kako bi osigurale usklađenost sa konvencijom.
CCWC uključuje pet protokola koji se bave specifičnim oružjem. Konvencija i njeni priloženi protokoli primenjuju se na sve vrste oružanih sukoba, kako međunarodnih tako i unutrašnjih. To nije bio slučaj kada je konvencija prvi put usvojena, ali je delokrug proširen dvema konferencijama 1996. i 2001. Neke odredbe se primenjuju i nakon okončanja otvorenih neprijateljstava, kao što su pravila u protokolima II i V o minimiziranju opasnosti od mina i drugih ubojnih sredstva.

## Spoljašnje veze
- Convention at the United Nations Audiovisual Library of International Law
- Fact Sheet Архивирано на веб-сајту  (28. мај 2022) at the Arms Control Association
- State parties to the treaty at the International Committee of the Red Cross